# Clemensia nigriplaga
Clemensia nigriplaga là một loài bướm đêm thuộc phân họ Arctiinae, họ Erebidae.